# Maria Teresa Casals i Rubio
Maria Teresa Casals i Rubio (Badalona, 1941) és una filòloga, mestra i activista per la llengua catalana. És promotora i portaveu de la plataforma Som Escola i membre d'Independentistes d'Esquerres.
Llicenciada en Filologia catalana i Postgrau de la Universitat de Barcelona en Formació del professorat. Durant el franquisme es vinculà a la defensa dels drets nacionals de Catalunya. Als anys setanta, s'adherí a Nacionalistes d'Esquerra, on treballa amb Magda Oranich. Després s'integrà a Esquerra Republicana de Catalunya i a Reagrupament.
Ferma defensora de la immersió lingüística en català als centres escolars, durant molts anys les seves activitats s'enfocaren a la defensa del català com a llengua comuna en l'escola i en la societat, preparant molts mestres que no tenien el català com a llengua materna per poder exercir de professors en català. Ha format part de l'executiva de la Plataforma per la Llengua i l'any 2010 participà en la fundació de Som Escola, plataforma en defensa de la llengua catalana a l'escola, de la que n'ha estat portaveu. El 2014 presentà la seva secció a Badalona.
El 2018 rebé la Creu de Sant Jordi «Per la fermesa, constància i valentia de la seva tasca de defensa del model d'escola catalana, com a model de cohesió social, que no separa els infants i joves per la seva llengua d'origen. Des de la plataforma Som Escola, ha fet seu l'objectiu de coordinar totes aquelles persones, entitats i institucions que es comprometen a actuar de manera activa en la construcció d'una societat més cohesionada, democràtica i lliure».
Rep el Premi Especial del Jurat 2019 dels Premis Martí Gasull i Roig que atorga la Plataforma per la Llengua per la constància i la valentia de la seva tasca de defensa del model d'escola catalana, amb la metodologia d'immersió com a model de cohesió social que no separa els infants i joves per la seva llengua d'origen.